# Sơn Long, Hương Sơn
Sơn Long là một xã thuộc huyện Hương Sơn, tỉnh Hà Tĩnh, Việt Nam.
Xã Sơn Long có diện tích 5,74 km², dân số năm 1999 là 2858 người, mật độ dân số đạt 498 người/km².